# Gare de Langrune
La gare de Langrune est une ancienne gare ferroviaire française de la ligne de Caen à la mer, située sur le territoire de la commune de Langrune-sur-Mer dans le département du Calvados en région Normandie.
Elle est mise en service en 1876 par la Compagnie de chemin de fer de Caen à la mer. Fermée en 1950 La voie ferrée est ensuite déposée et détruite comme toute la ligne. Jadis, la place de la gare était située à côté du croisement de l'actuelle avenue de la Libération qui fut l'ancienne emprise d'un tronçon de la voie ferrée et la rue de la Mer.  

## Situation ferroviaire
Établie à 7 mètres d'altitude, la gare de Langrune était située au point kilométrique (PK) 24,5 de la ligne de Caen à la mer en voie unique, entre les gares de Luc-sur-Mer et de Saint-Aubin-sur-Mer.

## Histoire
La gare de Langrune est mise en service en juillet 1876 par la Compagnie de chemin de fer de Caen à la mer, lors de l'ouverture à l'exploitation du prolongement de la ligne vers Courseulles-sur-Mer. 
À partir de 1900, cette partie de la ligne est équipée d'un troisième rail pour voie étroite (600 m/m) des (Chemins de fer du Calvados) qui venait de la Gare de Caen-Saint-Pierre, via Ouistreham et rejoignait la ligne à voie normale (1435 m/m) à partir de Luc-sur-Mer en direction de Courseulles puis de Bayeux. 
Dans les années 1930, des trains directs Paris-Courseulles ont été exploités par l'Administration des chemins de fer de l'État et passaient donc à Langrune. 

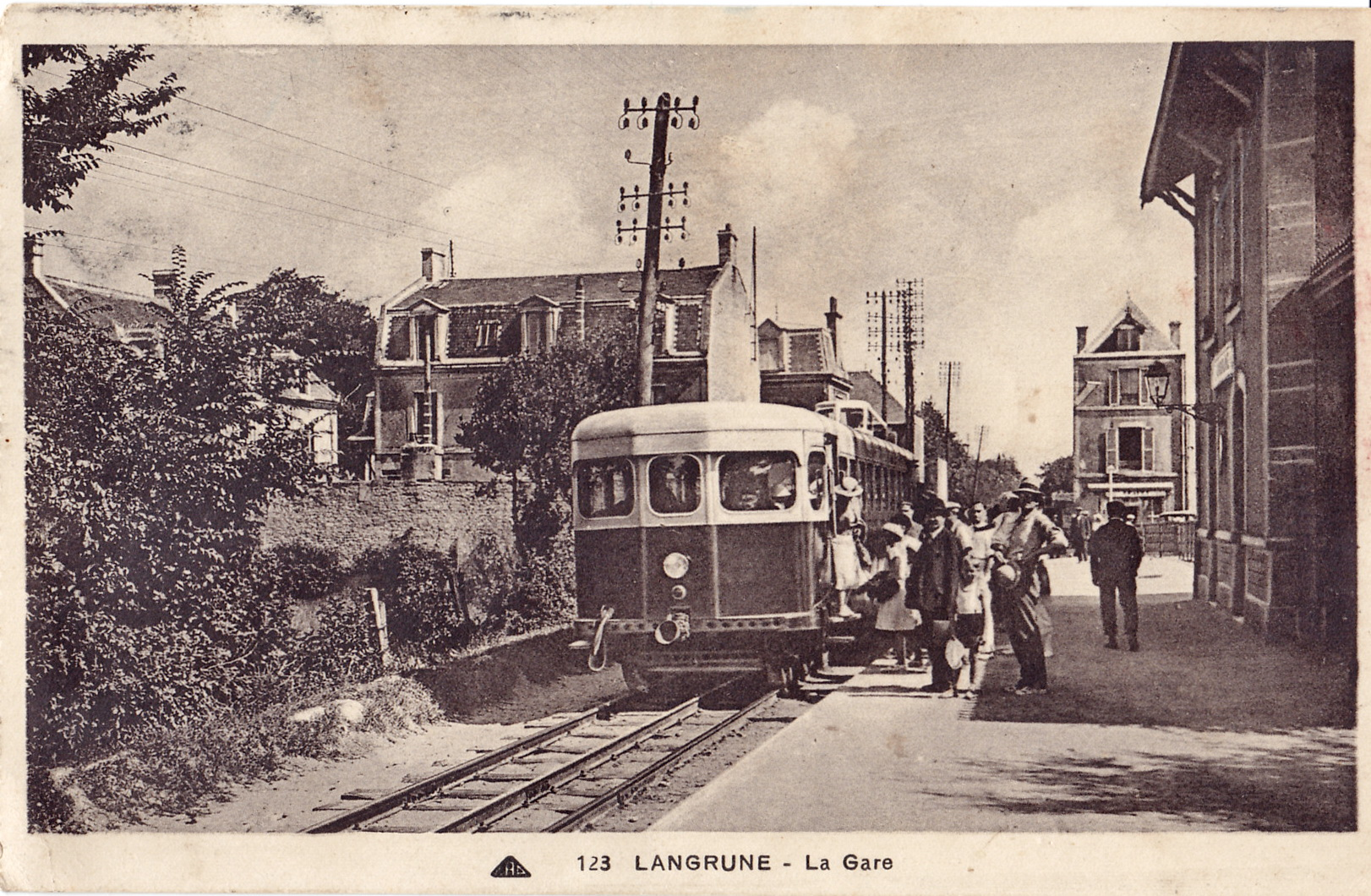
Autorail en gare de Langrune

Concurrencée par le développement de l'automobile et de l'autocar, la ligne fut fermée en 1950.